# Scelotes schebeni
Espèce
Scelotes schebeni est une espèce de sauriens de la famille des Scincidae.

## Répartition
Cette espèce est endémique de Namibie.

## Étymologie
Cette espèce est nommée en l'honneur de Leonard Scheben.

## Publication originale
- Sternfeld, 1910 : Eine neue Echse aus Deutsch-Südwestafrika. Sitzungsberichte der Gesellschaft Naturforschender Freunde zu Berlin, vol. 1910, p. 372 (texte intégral).